# Powers of Creation
Powers of Creation – trzynasty album studyjny Anthony’ego B, jamajskiego wykonawcy muzyki reggae i dancehall.
Płyta została wydana 26 października 2004 roku wspólnym nakładem dwóch niewielkich wytwórni: Nocturne Records oraz On The Corner Records. Produkcją nagrań zajął się Fabrice "Frenchie" Allègre.

## Lista utworów
1. "Send Them Come"
2. "Stand Guard"
3. "Rootsman"
4. "Powers Of Creation"
5. "Words Of Purity"
6. "One God"
7. "Work Hard"
8. "Intermission" feat. D.Y.C.R.
9. "Got It Going On"
10. "Have Faith"
11. "Do Something For The Poor"
12. "Gimme The Weed" feat. Mr. Vegas
13. "Nothing Like Love"
14. "I Like Your Style" feat. Ruty
15. "Jah Calling"

## Muzycy
- Dalton Brownie - gitara
- Lloyd "Gitsy" Willis - gitara
- Leroy "Mafia" Heywood - gitara basowa
- Donald "Bassie" Dennis - gitara basowa
- Robbie Shakespeare - gitara basowa
- Sly Dunbar - perkusja
- David Anglin - perkusja
- Andre "Suku" Gray - perkusja
- David "Fluxy" Heywood - perkusja
- Paul "Computer Paul" Henton - keyboard
- Paul "Right Move" Crossdale - keyboard
- Steven "Lenky" Marsden - keyboard
- Nigel Staff - keyboard
- Leba Hibbert - chóki
- Pam Hall - chórki